# Стельмах, Владимир Семёнович
Влади́мир Семёнович Сте́льмах (укр. Володи́мир Семе́нович Сте́льмах; род. 18 января 1939) — украинский банкир, экономист. Государственный служащий Украины 1-го ранга (1999). C 3 декабря 2008 года по 23 декабря 2010 года — председатель Национального банка Украины. С 23 декабря 2010 года — советник Президента Украины. Герой Украины (2007).

## Биография
Родился 18 января 1939 года в с. Александровка (Сумская область, Великописаревский район).

### Образование
В 1967 году окончил Киевский институт народного хозяйства. В 1979 году — спецфакультет по подготовке руководящих кадров в области валютных операций, международного кредита и международных расчетов при Московском финансовом институте. Кандидат экономических наук.

### Деятельность
Трудовую биографию Стельмах начал в 1962 году кредитным инспектором отделения Госбанка СССР в райцентре Ромны на Сумщине.
К 1969 году дослужился до начальника отдела кредитования промышленности и местного хозяйства Сумской областной конторы Госбанка.
С июня 1969 года работает в правлении (главном офисе) Госбанка СССР в Москве: начальником отдела в управлении кредитования машиностроительной промышленности, начальником отдела долгосрочного кредитования колхозов, начальником кредитно-планового отдела.
В 1979—1981 годах — заместитель начальника управления иностранных банковских кредитов Банка внешней торговли СССР в Москве.
В 1981—1986 годах Стельмах находится в долгосрочной загранкомандировке на Кубе в роли советника министра — президента Национального банка Кубы. По возвращении в Советский Союз снова работает в Москве: сперва заместителем начальника управления кредитования внешнеэкономических связей Банка внешней торговли, затем замначальника разных управлений Госбанка. Московский (советский) этап карьеры В. Стельмах закончил в 1992 году на посту первого замначальника управления методологии кредитно-расчётных отношений Госбанка СССР.
В 1992—1993 годах — член правления, начальник главного управления методологии банковских технологий Национального банка Украины (НБУ).
В 1993—1999 годах — первый заместитель Председателя НБУ Виктора Ющенко. По утверждению Анатолия Гальчинского «фактическим руководителем Нацбанка был не Ющенко. Если нужно было решать какие‑то вопросы, решали не с главой, а с его первым заместителем Стельмахом».
После назначения Ющенко Премьер-министром в 1999—2000 годах Стельмах исполняет обязанности главы НБУ.
С 21 января 2000 года по 17 декабря 2002 года — Председатель Нацбанка.
По словам В.Стельмаха, одним из основных инициаторов его отставки стал тогдашний Премьер-министр Анатолий Кинах, который хотел покрыть недостаток поступлений в Госбюджет-2002 дополнительной эмиссией денег. Глава НБУ был категорически против такого шага, поскольку он был чреват скачком инфляции.
В 2003—2004 годах В. Стельмах — глава наблюдательного совета Акционерного банка «Брокбизнесбанк».
16 декабря 2004 года во второй раз становится главой Нацбанка Украины. Формально сменил на этом посту Сергея Тигипко, который вторую половину 2004 года занимался продвижением Премьера Виктора Януковича в Президенты Украины в качестве руководителя его избирательного штаба. Фактически же в то время Нацбанком руководил будущий спикер Верховной Рады Арсений Яценюк.
Осенью 2007 года на досрочных парламентских выборах В. Стельмах проходит в Верховную Раду под № 28 списка пропрезидентского блока «Наша Украина — Народная самооборона». На должность Председателя Нацбанка наблюдатели уже начали «сватать» главу Совета НБУ Петра Порошенко. Однако неожиданно для многих В. Стельмах отказался от депутатского мандата в пользу кресла главы Национального банка Украины.
23 декабря 2010 года Верховной Радой Украины освобожден с должности Председателя Национального банка Украины; в этот же день указом В. Ф. Януковича был назначен Советником Президента Украины.
Как Председатель НБУ входил в состав Совета национальной безопасности и обороны Украины.

## Награды и звания
- Звание Герой Украины с вручением ордена Державы (21 августа 2007 года) — за выдающийся личный вклад в создание и развитие современной банковской системы Украины, проведение эффективной денежно-кредитной политики, многолетнюю плодотворную деятельность.[6]
- Орден князя Ярослава Мудрого II (2010)[7], III (2006)[8], IV (2001)[9] и V (1999)[10] степеней.
- Заслуженный экономист Украины (1996).[11]
- Государственная премия Украины в области архитектуры (2005)[12] — за архитектуру комплекса строений Украинской академии банковского дела в городе Сумы (в составе коллектива).
- Почётный гражданин города Сумы (2002).